# Burkholderia anthina

Burkholderia anthina es una especie de proteobacteria de la familia Burkholderiaceae. Se incluye junto a otras 8 especies en el Complejo Burkholderia cepacia (CBC, o BCC por sus siglas en inglés). 
Burkholderia anthina al igual que el resto de las bacterias del complejo BCC, es una bacteria Gram-negativa, aerobia y productora de catalasa, y no fermenta la lactosa.
Burkholderia anthina es muy difícil de distinguir de los otros organismos del complejo BCC si se utilizan tan solo pruebas metabólicas para microorganismo. Se recomienda el cultivo en agar selectivo y de ser posible caracterización por PCR.
- Datos: Q4999005